# Vitre électrique

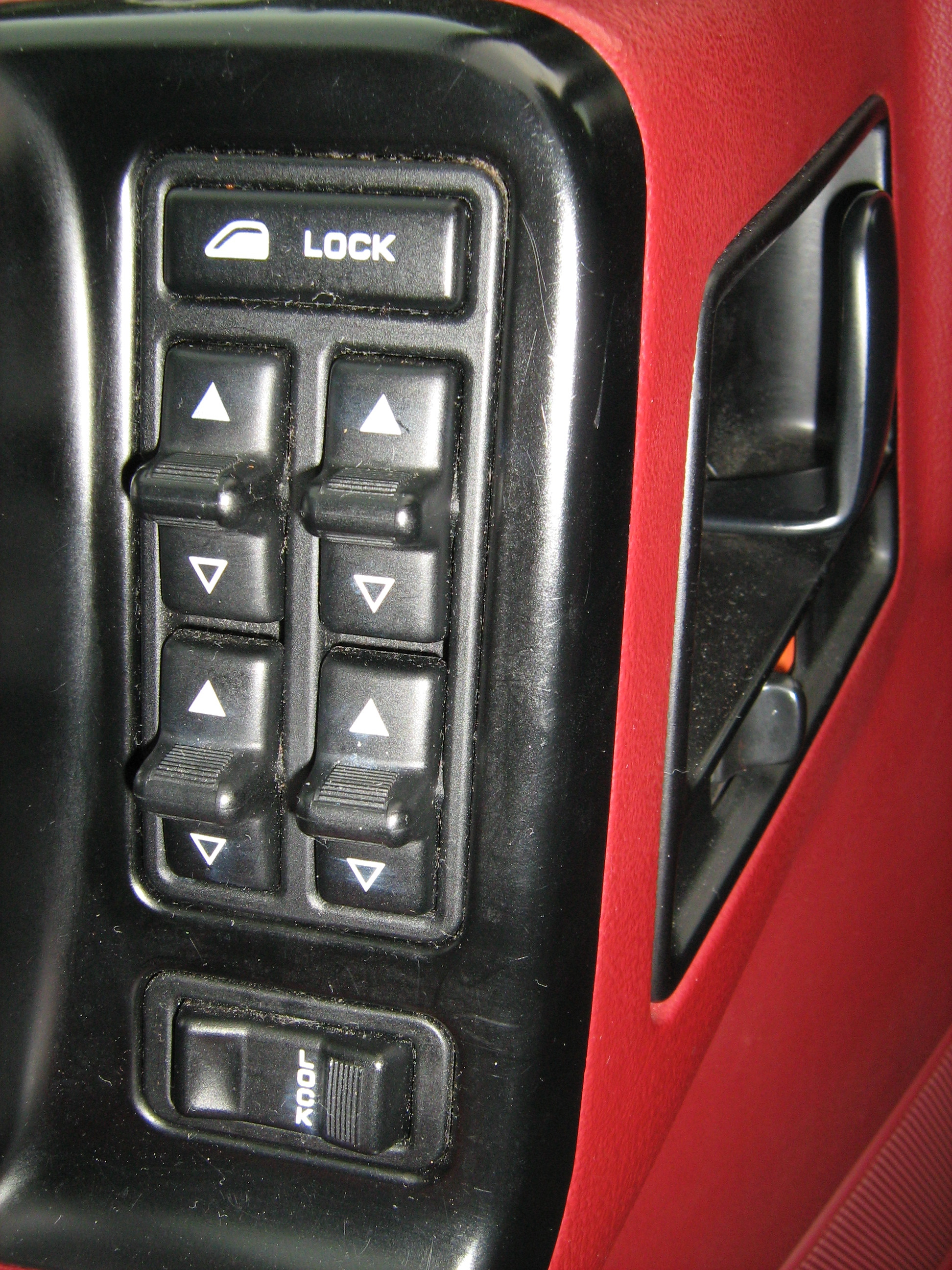
Ensemble boutons de commande de lève-vitres électriques et commutateur de condamnation des vitres arrière sur une Jeep Grand Cherokee de 1993

La vitre électrique (ou plus largement fenêtre électrique) est une vitre latérale d'automobile qui peut être ouverte (ou descendue) ou fermée (ou montée) grâce à un moteur électrique commandé par un bouton ou un commutateur, au contraire d'une fenêtre manuelle qui doit être actionnée à la main, au moyen d'une manivelle.
On parle également de lève vitre électrique, la vitre n'étant pas elle-même électrique.
De manière plus formelle, le règlement CEE-ONU 21 parle aussi de vitres à commande électrique.

## Histoire

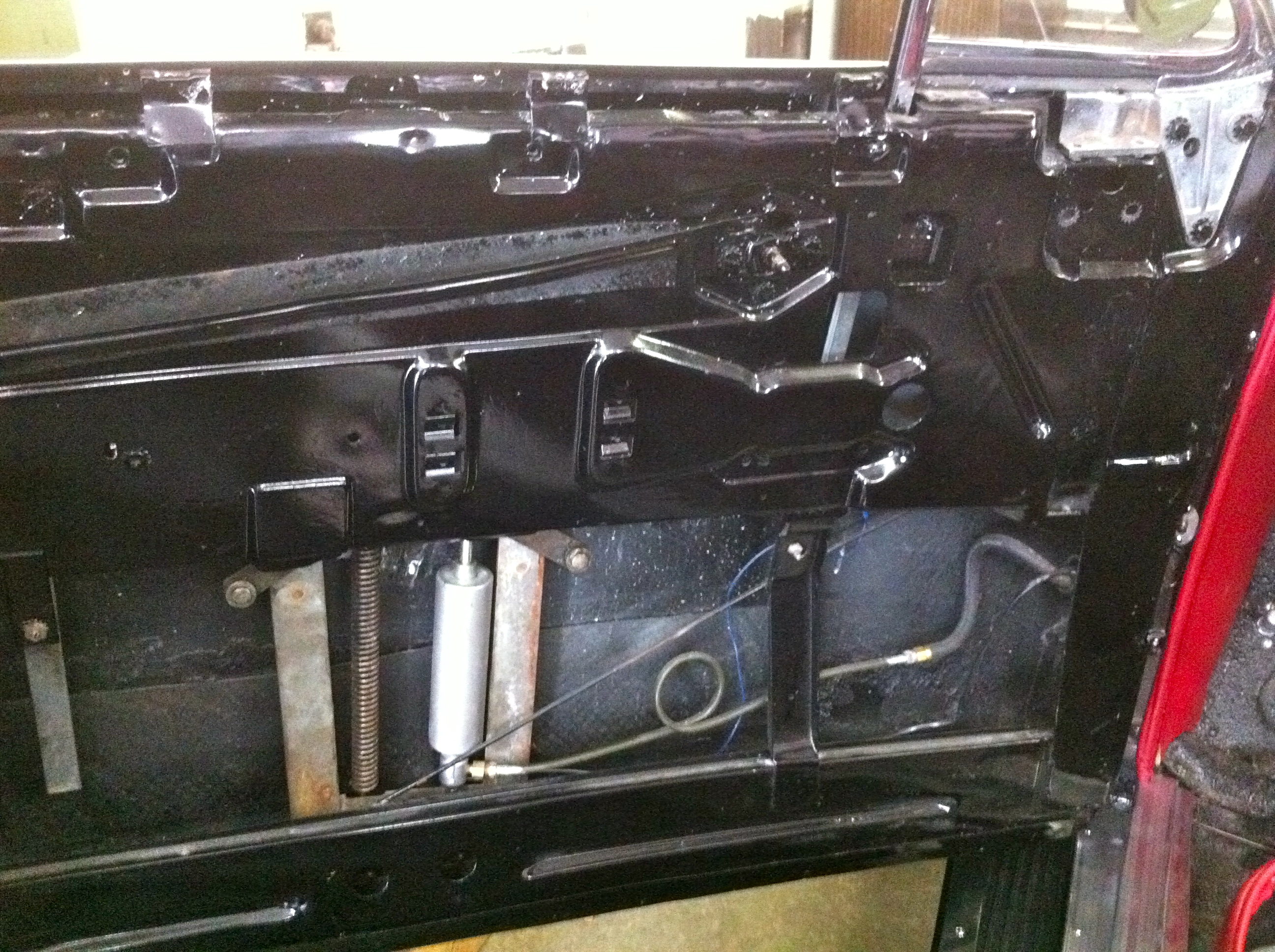
Intérieur d'une portière (côté conducteur) montrant le vérin actionnant la fenêtre

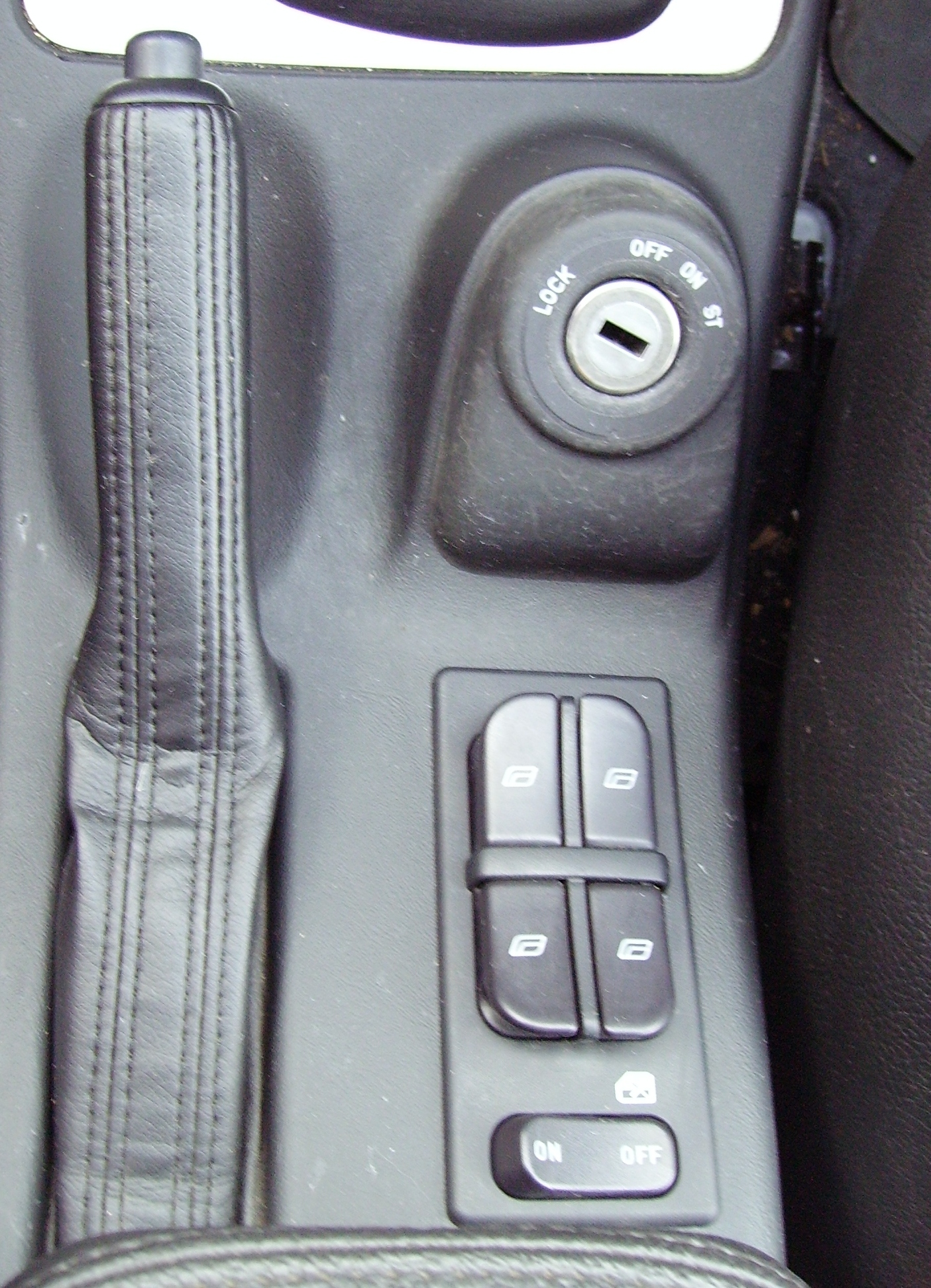
Commandes de lève-vitres sur la console centrale d'une Saab 9-5 de 2005.

Historiquement, avant le déploiement des lèves vitres électriques, le lève vitre était manuel, par l'actionnement d'une manivelle.
Packard fut le premier constructeur automobile à introduire, en 1940, des fenêtres actionnées électriquement, dans le modèle Packard 180 en l'occurrence. Il s'agissait plus précisément d'une système hydro-électrique. En 1941, ce fut au tour de Ford d'installer son système dans les versions limousine et berline 7 places du modèle Lincoln Custom. Sur les Cadillac Series 75, la vitre de séparation était commandée électriquement, mais pas les fenêtres latérales.
La motorisation des vitres de fenêtres fait naturellement suite au besoin de motoriser des capotes des cabriolets. Chrysler fut le premier constructeur à équiper, vers la fin des années 1930, ses modèles (en particulier les cabriolets de sa marque d'entrée de gamme Plymouth) de tels mécanismes, qui étaient à cette époque motorisation pneumatique.
Peu avant la Seconde Guerre mondiale, General Motors développa une pompe hydraulique centrale pour manœuvrer les capotes de cabriolets, mais ce n'est qu'en 1942 que le constructeur en équipa ses modèles. GM avait déjà utilisé auparavant un mécanisme similaire, mais dont la puissance était limitée ce qui en limitait l'usage.
C'est Charles A. Chayne, ingénieur en chef chez Buick (une division de GM) qui "équipa en 1946 les cabriolets de la marque d'un système hydraulique commandé électriquement, qui permettait de contrôler par un seul doigt la manœuvre de la capote, des vitres de fenêtres et l'avancée du siège avant. Ces systèmes découlent des avancées majeures faites dans le domaine de l'armement militaire, en préparation de la Seconde Guerre mondiale.
En 1947, le système « hydro-électrique » pour la manœuvre des vitres et des capotes ainsi que le réglage des sièges avant était monté en standard sur les modèles de l'année. Le système de manœuvre des vitres et de réglage des sièges avant devient disponible sur les modèles à habitacle fermé de GM (en standard sur certaines versions de Cadillac Series 75 et toutes les séries spéciales 60 « Fleetwood ») dès 1948. Le système était disponible en standard sur les modèles haut de gamme des cabriolets de GM, Oldsmobile, Buick et Cadillac, et en option sur les autres modèles. La présence de ce système était signalée par l'ajout de la lettre « X » au nom du modèle, comme pour la berline Cadillac Sixty Special, désignée par le modèle-type 6019X. Ce système fut aussi adopté par les constructeurs Hudson et Packard pour leurs modèles entre 1948 et 1950. Le conducteur disposait sur sa portière de 4 boutons de commande, en plus des boutons individuels sur les autres portières.
Ford avait également équipé ses cabriolets haut de gamme d'un système électro-hydraulique similaire. Les cabriolets Mercury et Ford Sportsman (reconnaissables à leurs garnitures extérieures en bois) reçurent ce système sur les 4 fenêtres de 1946 à 1948, puis ce fut le tour des modèles Mercury et Lincoln prirent la suite à partir de 1951. Ces systèmes furent aussi utilisés sur les modèles de marques premium (telles que Imperial et Packard) jusqu'en 1951, date de l'introduction par Chrysler du premier système tout électrique sur l'Imperial de 1951. Les vitres électriques devinrent de plus en plus courantes avec la large disponibilité de moteurs électriques à la fois petits et puissants. En 1954, ce fut au tour de General Motors de proposer un système tout électrique, qui s'étendit ensuite en 1956 aux sièges, avec des réglages sur 4 ou 6 positions. Les modèles de Chevrolet ne furent équipés de cette nouveauté (uniquement sur les vitres avant) qu'en 1954. Cette même année, Ford motorisa toutes les quatre vitres de ses berlines. Nash proposa ce système en option sur ses modèles Airflyte dès 1955.
Les vitres entrebâillantes électriques apparurent début 1956, sur la Continental Mark II. En plus des vitres latérales électriques, les vitres électriques furent montées en standard, à l'avant et à l'arrière, sur la Cadillac Fleetwood de 1960. Le conducteur avait à sa disposition sur le panneau de portière un total de 8 boutons de commande.
Les tracteurs routiers modernes disposent en option de vitres à commandes électriques. En réalité, c'est généralement un mécanisme à soufflage d'air qui est utilisé, basé sur le système de freinage hydraulique du véhicule. Ces camions ont longtemps utilisé des compresseurs d'air pour le réglage de la hauteur des sièges.
Dans une installation typique, chaque vitre dispose de son propre bouton de commande. Pour actionner sans peine toutes les vitres, le conducteur dispose soit sur l'accoudoir soit sur la console centrale d'un rappel de ces boutons de commande.
Cependant, certaines marques telles que Saab, Volvo, et Holden ont équipé leurs véhicules d'un seul ensemble de boutons placés sur une console entre les deux sièges avant et accessibles à tous les passagers du véhicule. Cette disposition dispense d'installer un bouton individuel sur chaque portière de même que de prévoir un montage différent pour les versions à conduite gauche et droite, en plus d'économiser du câblage.

## Fonctionnement
Pour des raisons de sécurité, la fonction lève-vitre électrique n'est généralement activée que si le contact est mis. Cela constitue avant tout une mesure de protection contre le vol. Sur certains véhicules, la fonction lève-vitre reste activée après la coupure contact jusqu'à l'ouverture d'une portière.
Beaucoup de voitures récentes disposent de la fonctionnalité de temporisation, introduite pour la première fois par Cadillac dans les années 1980, baptisée « réserve de courant pour les accessoires », qui permet de faire fonctionner les lève-vitres et d'autres accessoires plusieurs minutes minutes après la coupure de contact.
Les boutons impulsionnels est une autre commodité disponible sur les lève-vitres. Elle permet de monter ou de descendre les vitres par simples impulsions sur les boutons, sans avoir besoin de les maintenir appuyés. En Europe, la fermeture par action unique de l’interrupteur ne peut se faire que pour la vitre de la portière côté conducteur et le toit ouvrant.
Le lève vitres à commande électrique est d'abord apparu sur les voitures haut de gamme, d'abord sur la vitre conducteur puis sur toutes les autres vitres, avant de se généraliser sur presque toutes les gammes de voitures. Avec cette généralisation, certains constructeurs ont définitivement abandonné depuis les années 2000 les mécanismes de fenêtre à manivelle sur tous leurs modèles.
Finalement, certains conducteurs ne comprennent plus la signification du geste d'autres conducteurs qui les invitent à discuter avec eux en simulant la manipulation d'une manivelle pour descendre la vitre. Le modèle d'Audi RS4 vendu en Europe était cependant équipé de vitres à manivelles sur les portières arrière, alors que les toutes vitres des versions vendues aux États-Unis étaient électriques.

## Sécurité
Les lève-vitres électriques ont été remis en cause après avoir provoqué des accidents dans lesquels des enfants se sont retrouvés piégés par les vitres qui se sont refermées sur leurs cous, avec parfois des issues fatales par suffocation. Ceci était dû à de mauvais choix de conception : les boutons étaient positionnés sur l'accoudoir, et en s'appuyant dessus, il était possible de les actionner accidentellement. Le fonctionnement des lève-vitres a été sécurisé de plusieurs manières, par exemple par l'ajout d'un bouton de verrouillage central commandé par le conducteur.
70 enfants ont été tués avec cette technologie.

### Boutons
Les boutons de portière qui fonctionnement en mode avant-arrière par appui ou par glissés peuvent être considérés plus dangereux  que les boutons qui s'enfoncent et se retirent. 24 enfants sont tués en une seule décennie au début du siècle. Cette position est partagée par la NHTSA depuis avril 2006.

### Aux États-Unis
La réglementation gouvernementale américaine introduisit à partir de 2008 l'obligation d'installer sur les véhicules des commandes de lève-vitres sécurisés. Cependant, cette réglementation reste limitée et ne prend pas en compte tous les risques, notamment les risques de blessures des doigts, des mains ou même des têtes des enfants, si quelqu'un actionne délibérément la fermeture d'une vitre. En 2009, l'administration américaine chargée de la sécurité automobile prit provisoirement la décision de ne pas imposer l'installation d'un dispositif anti-pincement qui s'active dès que la vitre détecte un obstacle lors de sa fermeture. le dispositif devait concerner les lève-vitres impulsionnels, mais la plupart des véhicules concernés disposait déjà d'un système anti-pincement. Le 1er octobre 2010, le gouvernement fédéral américain a poussé les constructeurs automobiles à signer un engagement d'installer uniquement des boutons à levier (au lieu de boutons à bascule) sur les lève-vitres.
D'après la NHTSA, chaque année, six enfants mineurs de 14 ans sont tués dans des accidents de lève-vitre électrique et environ 1 943 personnes sont blessées dans ce type d'accident.
systèmes d'inversion automatique
Pour des raisons de sécurité, en 2008, une loi des états-unis demande à la NHTSA de réglementer en faveur des systèmes d'inversion automatique. Toutefois, en 2009, le NHTSA a considéré cette technologie non nécessaire.

### En Europe
Dans l'Union européenne et éventuellement l'espace économique européen, le règlement 1229/2012 du 10 décembre 2012 prévoit pour l'aménagement intérieur des voitures, que le règlement 661/2009 s'applique aux vitres, toits ouvrants et cloisons de séparation à commande électrique, et en particulier toutes les prescriptions du paragraphe 5.8 du règlement de la CEE-ONU no 21.
Le règlement précise notamment la responsabilité du conducteur qui doit couper le contact pour éviter une manipulation accidentelle des vitres à commande électrique.